# Ashtabula dentata
Ashtabula dentata är en spindelart som beskrevs av Pickard-Cambridge F. 1901. Ashtabula dentata ingår i släktet Ashtabula och familjen hoppspindlar. Inga underarter finns listade.